# Rudy Wurlitzer
Rudolph "Rudy" Wurlitzer (nascut el 3 de gener de 1937) és un novel·lista i guionista estatunidenc.
La ficció de Wurlitzer inclou Nog, Flats, Quake, Slow Fade, i Drop Edge of Yonder. També és l'autor de les memòries de viatges, Hard Travel to Sacred Places, un relat del seu viatge espiritual per Àsia després de la mort del fill de 21 anys de la seva dona Lynn Davis.

## Biografia
Wurlitzer va néixer a Cincinnati, Ohio, però la família es va traslladar a la ciutat de Nova York poc després del seu naixement. És descendent de Rudolph Wurlitzer (1831–1914), fundador de l'empresa de jukebox del mateix nom, però la fortuna familiar feia temps que havia quedat minvada quan Wurlitzer va arribar a la majoria d'edat a la dècada de 1950. Quan tenia 17 anys, va trobar feina en un petrolier i va ser en aquest primer viatge en que va començar a escriure. Va passar temps a la Universitat de Colúmbia i a l'exèrcit, i va continuar viatjant, passant temps a París ia Mallorca, on va treballar com a secretari de l'autor Robert Graves. Atribueix a Graves haver-li ensenyat a "escriure frases curtes". Va tornar a la ciutat de Nova York a mitjans dels anys 60 on va conèixer i es va fer amic dels artistes Claes Oldenburg, Robert Frank, i Philip Glass, amb tots els que va col·laborar en algun moment. Està casat amb el fotògraf Lynn Davis i divideix el seu temps entre llars al nord de l'estat de Nova York i Nova Escocia.

## Novel·les
La primera novel·la de Wurlitzer va ser la molt experimental i psicodèlica Nog (1968) que es va comparar amb l'obra de Thomas Pynchon. Va ser seguit pel minimalista, amb influència de Beckett, Flats el 1970. Quake, publicat el 1974, té lloc en una Los Angeles post-apocalíptica on els pitjors impulsos de la humanitat es representen en una llarga i ininterrompuda narració. Slow Fade de 1984, que també tracta sobre Hollywood, és el retrat d'un director de cinema envellit i brillant que intenta fer les paus amb els seus dimonis i el seu passat. S'ha suggerit que Slow Fade va ser influenciat pel temps de Wurlitzer amb el director Sam Peckinpah al plató de Pat Garret i Billy el Nen, per a la qual va escriure el guió. La seva novel·la més recent és The Drop Edge Of Yonder, que va tenir el seu origen en un guió anomenat Zebulon que havia existit en diverses versions al llarg dels anys. Els directors Peckinpah i Hal Ashby es van unir al projecte en algun moment, però la pel·lícula mai es va fer.

## Guions i altres treballs
El primer guió de Wurlitzer Glen and Randa, coescrit amb Jim McBride i publicat el 1969, va ser una altra interpretació d'un món postapocalíptic. En algun moment, Monte Hellman, que havia estat dirigint pel·lícules per a Roger Corman, va llegir la novel·la de Wurlitzer Nog i es va apropar a ell per escriure el guió de Two-Lane Blacktop. La pel·lícula es va convertir en un clàssic de culte, i el guió es va imprimir íntegrament al número d'abril de 1971 de Esquire. Durant la seva estada a Hollywood, Wurlitzer també va escriure els guions Walker (1987) dirigit per Alex Cox, Candy Mountain (1988) que va codirigir amb Robert Frank, i El petit buda (1993) dirigida per Bernardo Bertolucci. Wurlitzer estava treballant en un guió amb Michelangelo Antonioni en el moment de la mort d'Antonioni.
Va escriure el llibret de l'òpera de Philip Glass In the Penal Colony, i també ha escrit quatre guions de televisió per a 100 Center Street, dirigida de Sidney Lumet.

## Filmografia
- Glen i Randa (coescrit amb Jim McBride) (1969, guionista)
- Two-Lane Blacktop (dirigida per Monte Hellman) (1971, guionista) - Hot Rod Driver
- Pat Garrett i Billy el Nen (dirigida per Sam Peckinpah) (1973, guionista) - O'Folliard
- America (dirigida per Robert Downey Sr.) (1986) - George, the Hit Man
- Walker (dirigida per Alex Cox) (1987, guionista) - Morgan
- Candy Mountain (co-dirigida amb Robert Frank) (1988, guionista/co-director) Conquilla de plata al Festival Internacional de Cinema de Sant Sebastià 1987.[8]
- Homo Faber (aka Voyager) (dirigida per Volker Schlöndorff) (1991, guionista)
- Wind (dirigida per Carroll Ballard) (1992, guionista)
- El petit buda (dirigida per Bernardo Bertolucci) (1993, guionista)

## Publicacions
- Nog, publicat el 1968 per Random House; reeditat el 2009 per Two Dollar Radio
- Flats, publicat el 1971 per Random House, reeditat el 2009 per Two Dollar Radio
- Quake, publicat el 1974 per E. P. Dutton, reeditat el 2009 per Two Dollar Radio
- Slow Fade, publicat el 1984 per Alfred A. Knopf, reeditat el 2011 per Drag City
- Hard Travel to Sacred Places, publicat el 1995 per Random House
- The Drop Edge of Yonder, publicat el 2008 per Two Dollar Radio